# بزل تحت القذالي
البزل تحت القذال أو البزل الصهريجي هو إجراء تشخيصي يهدف إلى جمع عينة من السائل الدماغي الشوكي من أجل التحليل الكيميائي الحيوي، والميكروبيولوجي، والخلوي، أو يُستخدم نادرا في التخفيف من فرط ضغط السائل الدماغي الشوكي داخل الجمجمة. ويتم هذه الإجراء عن طريق إدخال إبرة عبر الجلد أسفل الناشزة القذالية الخارجية إلى الصهريج الكبير. والبزل تحت القذالي هو بديل للثقب القطني، إلا أن دواعي استخدامه محدودة، ويُمثل كل من النزف تحت العنكبوتية والجرح المباشر لأنسجة المخ أحد مضاعفاته الرئيسية الأكثر شيوعًا، ويقلل التوجيه الفلوري من خطر حدوث المضاعفات. وصف آير استخدام هذا الإجراء في البشر لأول مرة عام 1920.
يُعتبر البزل تحت القذالي إجراء نادر للغاية، حيث قد يُلجأ إليه عندما الحاجة للحصول على عينة من السائل الدماغي الشوكي مع تعذر الحصول عليها من المنطقة القطنية، وتوضع الإبرة في خط الوسط، وتمر أسفل العظم القذالي مباشرة إلى الصهريج الكبير. وهو أمر سهل إلى حد ما من الناحية الفنية، إلا أن الإبرة إذا اخترقت بشكل عميق فإنها يمكن أن تدخل النخاع، مما يؤدي في بعض الأحيان إلى توقف التنفس المفاجئ والموت. لذلك يقتصر هذا الإجراء فقط على الأطباء ذوي الخبرة (عادةً طبيب الأعصاب أو جراح الأعصاب).

يمكن استخدام البزل تحت القزالي في تصوير النخاع عندما يتطلب الأمر تحديد الحافة العلوية للانسداد الشوكي؛ إلا أن التصوير بالرنين المغناطيسي أصبح هو الإجراء الأمثل لتحديد الحدود العليا والسفلى للحبل الشوكي أو الآفات الضاغطة على الحبل الشوكي.